# Edward Metgod
Edward Metgod (Amsterdam, 19 december 1959) is een Nederlands voormalig voetballer. De oud-doelman van FC Haarlem en Sparta Rotterdam werkte tussen 2002 en 2008 als assistent van Co Adriaanse en Louis van Gaal bij AZ.

## Speler

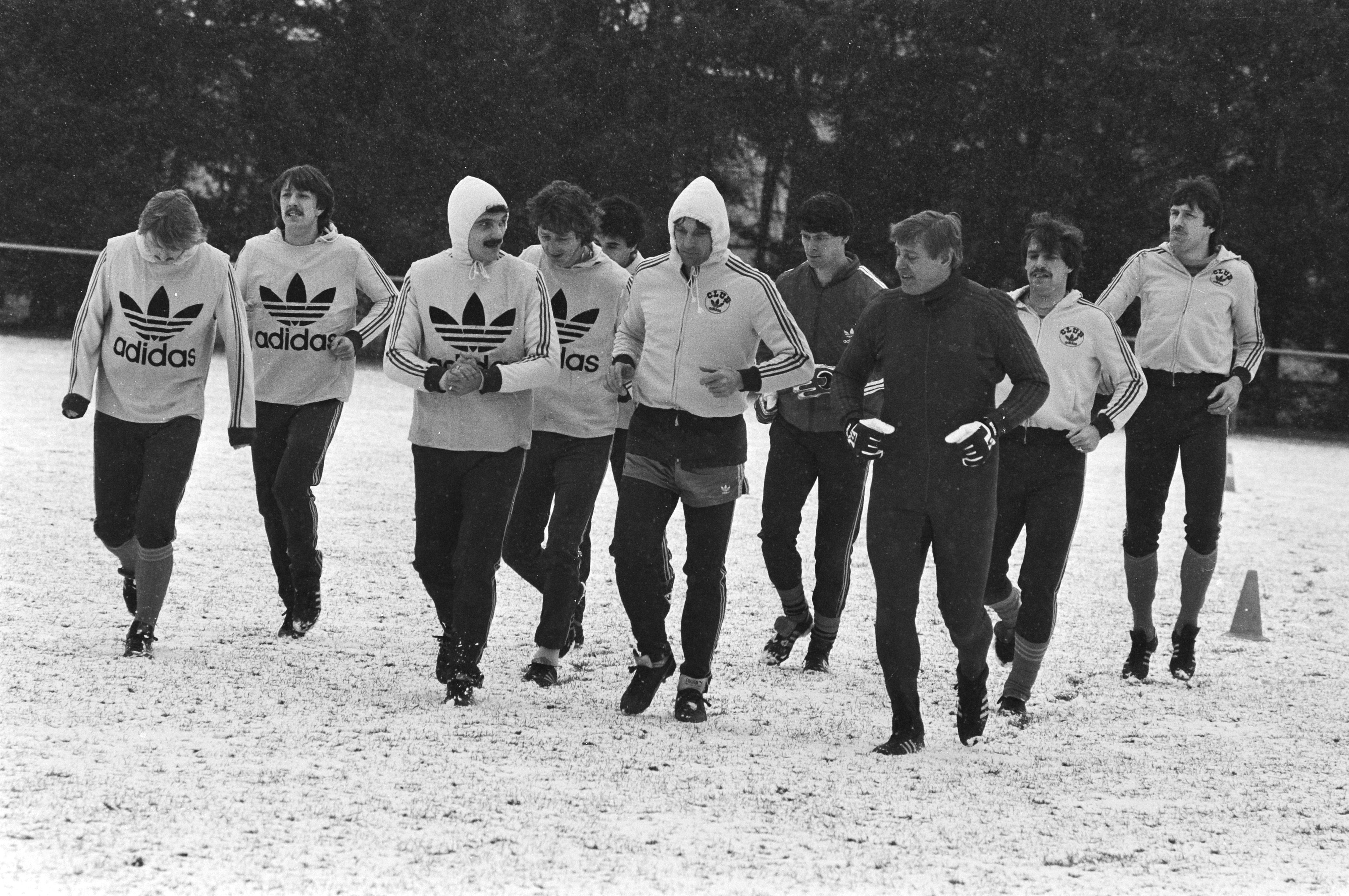
Edward Metgod traint met het Nederlands elftal (1983)

In het seizoen 1979/80 debuteerde Metgod, uit tegen Roda JC, voor Haarlem, waar hij algemeen wordt beschouwd als de beste keeper uit de clubhistorie, en speelde er tot 1990 295 Eredivisie-duels. Hij debuteert uit tegen Roda JC met een 1-2 overwinning. Zijn enige interland speelde hij op 10 november 1982 thuis tegen Frankrijk, dat het Nederlands elftal met 2-1 versloeg. Bondscoach Kees Rijvers liet in diezelfde wedstrijd ook Jan Wouters van FC Utrecht debuteren. In 1991 maakte Metgod de overstap naar Sparta waar hij 224 Eredivisie wedstrijden keepte voor Sparta. Na afloop van het seizoen 1996/97 besloot hij zijn actieve voetbalcarrière te beëindigen, hoewel Sparta hem een nieuwe verbintenis van één jaar voorlegde.

## Trainer
Hij begon zijn trainerscarrière in 1985 bij SC Muiderberg waar hij samen met collega Herman van der Sluis in twee jaar twee keer promoveert. Na een periode als accountmanager bij KPN en TPG Post keert hij bij AZ terug in het betaalde voetbal. Hij is zes seizoenen in Alkmaarse dienst als assistent van Co Adriaanse en later Louis Van Gaal. Juli 2008 gaat hij als hoofdtrainer van Telstar aan de slag. Hij wint met zijn team de derde periode waardoor deelname aan de playoffs is verzekerd. Op 15 februari 2010 wordt hij ontslagen bij Telstar. Sinds augustus 2012 is hij scout en analist van het Nederlands Elftal. Daarnaast heeft hij zijn eigen bedrijf, Edward Metgod Scouting & Analysis.

## Broers
Edward heeft twee broers die ook actief in de sport zijn. Zijn oudste broer en oud-prof John Metgod is in de voetballerij actief als assistent-trainer bij ADO Den Haag. Zijn jongste broer Mark Metgod speelde ook voor FC Haarlem en is golfleraar op de Kennemer Golf & Country Club.